# Poblenou (métro de Barcelone)
Pour les articles homonymes, voir Poblenou (homonymie).
Poblenou est une station de la ligne 4 du métro de Barcelone.

## Situation sur le réseau
La station est située sous la rue Pujades (Carrer Pujades), sur le territoire de la commune de Barcelone, dans l'arrondissement de Sant Martí. Elle s'intercale entre Llacuna et Selva de Mar.

## Histoire
La station est ouverte au public le 7 octobre 1977, lors de la mise en service d'un prolongement de la ligne IV depuis Barceloneta. Elle porte le nom de Pueblo Nuevo jusqu'en 1982.

## Services aux voyageurs

### Accès et accueil
La station dispose de deux voies et deux quais latéraux.

## À proximité
La station est située à proximité du musée Can Framis, du campus Poblenou de l'université Pompeu Fabra et du cimetière du Poblenou, ainsi que du parc du centre du Poblenou, œuvre de Jean Nouvel.